# Тушемля (приток Сожа)
Тушемля — речка в Смоленской области, правый приток Сожа. Длина 12 километров. Площадь водосбора 41 км².
Начинается из леска, находящегося к югу от исчезнувшей уже деревни Шапуровка. Общее направление течения на северо-восток. Сейчас на Тушемле не осталось деревень, но раньше на ней находились деревни Трушкино, Пантюховка, Мокрядино, к настоящему времени исчезнувшие. Впадает в реку Сож возле деревни Мокрядино.
Притоками Тушемли являются несколько безымянных ручьёв.

## Достопримечательности
Возле места впадения в Сож находится Тушемлинское городище, давшее имя тушемлинской археологической культуре.